# Walckenaeria aberdarensis
Walckenaeria aberdarensis är en spindelart som först beskrevs av Holm 1962.  Walckenaeria aberdarensis ingår i släktet Walckenaeria och familjen täckvävarspindlar.
Artens utbredningsområde är Kenya. Inga underarter finns listade i Catalogue of Life.